# Шимочко, Душан
Душан Шимочко (словац. Dušan Šimočko; род. 29 сентября 1983, Банска-Бистрица) — словацкий биатлонист. Участник Зимних Олимпийских игр 2006 и 2010 годов. 
Завершил карьеру в сезоне 2013/2014 годов

## Карьера
В составе сборной Словакии дебютировал в 2002 году. До этого Шимочко неплохо выступал на юношеском уровне. В 2000 и 2002 годах словак становился призером Чемпионатов Европы по биатлону среди юниоров в эстафетах и в спринте.
На взрослом уровне в полную силу спортсмену себя было проявить. Но, несмотря на это, более десяти лет Шимочко входил в сборную страны. Он принимал участие В шести чемпионатах мира и на двух Олимпиадах. В индивидуальных гонках Шимочко лучше всего выступил в Ванкувере, где он занял 18-е место в индивидуальной гонке. В 2009 году вместе с партнерами спортсмен стал призером Чемпионата мира по летнему биатлону в немецком Оберхофе. .

## Участие в Олимпийских играх
| Год  | Место проведения | ИГ | СП | ПР | МС | ЭСТ |
| ---- | ---------------- | -- | -- | -- | -- | --- |
| 2006 | Турин            | 56 | —  | —  | —  | 14  |
| 2010 | Ванкувер         | 18 | 75 | —  | —  | 15  |

## Общий зачет в Кубке мира
- 2008—2009 — 86-е место (18  очков)
- 2009—2010 — 63-е место (70 очков)
- 2010—2011 — 98-е место (9 очков)
- 2011—2012 — 63-е место (56 очков)
- 2012—2013 — 91-е место (9 очков)